# Pierre Gramegna

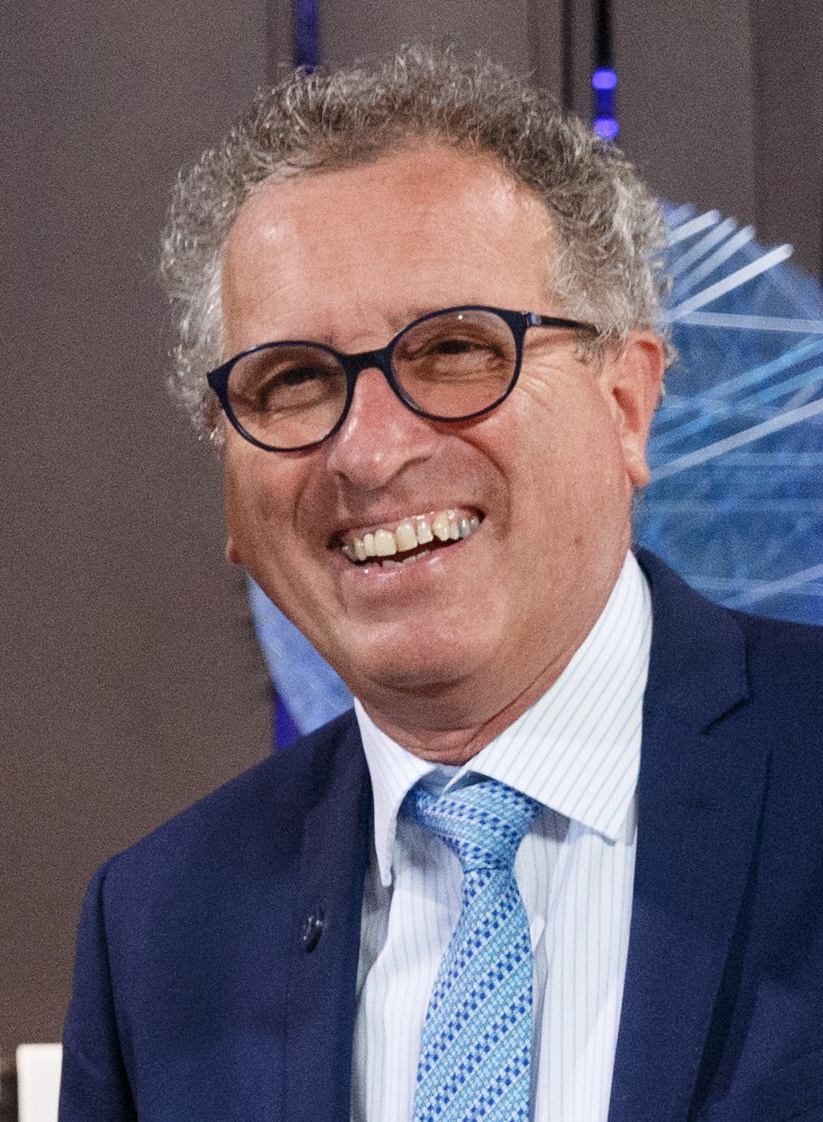
Pierre Gramegna (2017)

Pierre Gramegna (* 22. April 1958 in Esch an der Alzette) ist ein luxemburgischer Politiker der Demokratesch Partei und Ex-Diplomat. Er war Finanzminister in der Regierung Bettel-Schneider in Luxemburg.

## Leben
Pierre Gramegna studierte Jura und Wirtschaft an der Universität Panthéon-Assas in Paris. 1981 schloss er sein Jura-Studium ab. 1982 folgte das Studium in Wirtschaft. Anschließend folgte ein DEA in Gemeinschaftsrecht.
1983 begann er, im Außenministerium in Luxemburg zu arbeiten. 1988 wurde er Berater für politische und wirtschaftliche Angelegenheiten an der luxemburgischen Botschaft in Paris. Nach vier Jahren wurde er dann zum Luxemburger Generalkonsul und Direktor des „Board of Economic Development“ in San Francisco ernannt. Von 1996 bis 2002 war er luxemburgischer Botschafter in Japan und Südkorea. Danach verwaltete er für ein Jahr als Direktor die internationalen wirtschaftlichen Beziehungen Luxemburgs im Außenministerium.
Im Jahr 2003 akzeptierte er den Posten des Generaldirektors der luxemburgischen Handelskammer. Außerdem war er in dieser Funktion in der Zeit von 2003 bis 2013 auch in einigen Verwaltungsräten Luxemburger Unternehmen aktiv, z. B. in den Verwaltungsräten der Cargolux, der luxemburgischen Börse oder der BGL BNP Paribas.
Gramegna ist Leiter des Europäischen Stabilitätsmechanismus.
Er ist verheiratet und hat zwei Kinder.

## Finanzminister 2013 bis 2022
Völlig überraschend wurde Pierre Gramegna am 4. Dezember 2013 zum Finanzminister Luxemburgs ernannt, nachdem in Presseberichten viele verschiedene andere Namen die Runde gemacht hatten. Seine ersten Monate im Amt waren darüber hinaus nicht unumstritten, dazu zählen die Rücktritte einiger hochrangiger Beamten im luxemburgischen Finanzministerium und das Engagement einer Beraterfirma, die seine Tochter zum damaligen Zeitpunkt beschäftigte. Im November 2021 gab Gramegna seinen Amtsverzicht aus persönlichen Gründen bekannt. Als Nachfolgerin wurde am 5. Januar 2022 Yuriko Backes vereidigt.